# Helene Gammius
Helene Gammius (* 1854 in Hamburg; † 24. Dezember 1923 Dresden; vollständiger Name: Wilhelmine Helene Theodora Henriette Gammius) war eine deutsche Malerin.

## Leben
Helene Gammius wurde 1854 in Hamburg geboren und lebte seit 1886 in Dresden. Sie war auch als Mallehrerin tätig. Helene Gammius war von 1899 bis 1916 Mitglied des Vereins der Berliner Künstlerinnen und nahm an mehreren Ausstellungen des Vereins teil. 1900 war sie im Mitgliederverzeichnis des Vereins bildender Künstler Dresden unter der Adresse Ostbahnstraße 15 gelistet. Sie war auch Mitglied der Gruppe Dresdner Künstlerinnen, Ortsverband Dresdner Künstlerinnen, des 1908 neu gegründeten Bundes deutscher und österreichischer Künstlerinnenvereine. Sie war Mitglied der Dresdner Kunstgenossenschaft und der Allgemeinen Deutschen Kunstgenossenschaft.
Helene Gammius starb 1923 in Dresden. Dressler listet noch 1930 ihren ehemaligen Wohnort mit Ostbahnstraße 2 in Dresden. In den mehrgeschossigen Mietshäusern der Ostbahnstraße befanden sich zu dieser Zeit die Ateliers zahlreicher Künstler. An der Ostbahnstraße 2 arbeitete zeitweise auch Elisabeth Andrae.

## Werk
Helene Gammius betätigte sich als Porträt- und Landschaftsmalerin.